# Gomphomacromia chilensis
Gomphomacromia chilensis là loài chuồn chuồn trong họ Synthemistidae. Loài này được Martin mô tả khoa học đầu tiên năm 1921.